# Lure (blaasinstrument)
Een lure is een blaasinstrument (een historische natuurtrompet) uit de Noordse bronstijd.
Het instrument bestaat uit een mondstuk, een buis en een sierschijf. Tijdens het spelen dient deze schijf boven het hoofd te worden gehouden. Dit is ook te zien op rotstekeningen die zijn aangetroffen in Scandinavië. Luren zijn vooral gevonden in de Scandinavische landen. Bij veenafgravingen zijn luren aangetroffen die in graven waren bijgelegd.